# Rita Cadillac (danseuse)
Pour les articles homonymes, voir Rita Cadillac et Cadillac.
Rita de Cássia Coutinho, connue sous le nom de Rita Cadillac, née le 13 juin 1954, est une danseuse et chanteuse brésilienne. Elle a pris son nom de scène de Rita Cadillac, une danseuse française célèbre dans les années 1950 et 1960. C'est une ancienne chacrète, un nom spécial pour identifier les danseurs qui sont apparus dans les émissions de télévision animées par Chacrinha.
Cadillac est née à Rio de Janeiro. En 1982, elle a partagé la vedette avec Gretchen dans la pornochanchada Aluga-se Moças et a fait une brève apparition dans le film de 2003 Carandiru.
En 2004, Rita Cadillac (qui avait alors 50 ans) a passé un contrat avec les producteurs de porno Brasileirinhas pour 500 000 R $ . De 2004 à 2009, elle est apparue dans 11 films pornographiques pour Brasileirinhas. 
Aux élections locales brésiliennes de 2008, elle s'est présentée comme candidate du Parti socialiste brésilien au conseil municipal de Praia Grande.
En avril 2010, le documentaire Rita Cadillac - A Lady do Povo est sorti au Brésil. Le film dépeint sa vie depuis son enfance jusqu'en 2007 (année de production).
En juillet 2017, Rita Cadillac est apparue avec Gretchen dans une publicité Netflix Brésil pour promouvoir la série GLOW.

## Une Fazenda
Le 23 juin 2013, Rita Cadillac a été annoncée comme l'une des seize nouvelles célébrités de la sixième saison de "A Fazenda".
Le 23 juillet 2013, après 31 jours, elle a été éliminée, terminant à la 12e place de la compétition.